# Мегалодон: Предатор из далеких дубина
Мегалодон: Предатор из далеких дубина (енгл. The Meg) је научнофантастични и акциони филм из 2018. године. Режију потписује Џон Тертелтауб, по роману Мегалодон: Роман дубоког терора Стива Алтена. Главне улоге тумаче: Џејсон Стејтам, Ли Бингбинг, Рејн Вилсон, Руби Роуз, Винстон Чао и Клиф Кертис. Прати групу научника која наилази на мегалодонску ајкулу дугу 23 m током своје спасилачке мисије на дну Тихог океана.
Приказан је 10. августа 2018. године у САД и Кини, односно 16. августа у Србији. Упркос помешаним рецензијама критичара, остварио је финансијски успех и зарадио више од 530 милиона долара широм света. Наставак, Мегалодон 2: Амбис, приказан је у августу 2023. године.

## Радња
Када се међународни подводни центар, ког воде кинески научници, нађе на удару непознате опасности док на дну Маријанског рова стоји уништена и онеспособљена подморница, др Сујин Џанг, водећа океанографкиња у центру, позива у помоћ бившег поморског капетана и стручног рониоца Џонаса Тејлора, који тада улази у авантуру која је равна самоубиству.

## Улоге
| Глумац              | Улога          |
| ------------------- | -------------- |
| Џејсон Стејтам      | Џонас Тејлор   |
| Ли Бингбинг         | Сујин Џанг     |
| Рејн Вилсон         | Џек Морис      |
| Руби Роуз           | Џекс Херд      |
| Винстон Чао         | Минвеј Џанг    |
| Клиф Кертис         | Џејмс Макрајдс |
| Пејџ Кенеди         | Ди-Џеј         |
| Џесика Макнеми      | Лори Тејлор    |
| Олафур Дари Олафсон | Зид            |
| Роберт Тејлор       | др Хелер       |
| Софија Цај          | Мејинг         |
| Маси Ока            | Тоши           |